# Charlie Brown (Coldplay)
Charlie Brown is de derde single van Mylo Xyloto, het vijfde album van de Engelse groep Coldplay. Het nummer is vernoemd naar het personage Charlie Brown, beter bekend als de baas van Snoopy . Het nummer werd 24 oktober 2011 uitgebracht.

## Hitnotering

### Nederlandse Top 40
| Hitnotering: 10-12-2011 t/m 24-12-2011 | Hitnotering: 10-12-2011 t/m 24-12-2011 | Hitnotering: 10-12-2011 t/m 24-12-2011 | Hitnotering: 10-12-2011 t/m 24-12-2011 | Hitnotering: 10-12-2011 t/m 24-12-2011 |
| Week:                                  | 1                                      | 2                                      | 3                                      |                                        |
| -------------------------------------- | -------------------------------------- | -------------------------------------- | -------------------------------------- | -------------------------------------- |
| Positie:                               | 33                                     | 25                                     | 30                                     | uit                                    |

### NPO Radio 2 Top 2000
| Nummer met noteringen in de NPO Radio 2 Top 2000 | '12 | '13 | '14  | '15  | '16  | '17  | '18  | '19  | '20-'21 | '22  | '23  | '24  |
| ------------------------------------------------ | --- | --- | ---- | ---- | ---- | ---- | ---- | ---- | ------- | ---- | ---- | ---- |
| Charlie Brown                                    | 631 | 797 | 1235 | 1401 | 1470 | 1701 | 1770 | 1962 | -       | 1996 | 1593 | 1622 |

1. ↑  Een '-' betekent dat het nummer niet was genoteerd en een vetgedrukt getal geeft de hoogste notering aan.
2. ↑  2012 was het eerste jaar met een notering voor dit nummer.

## Trivia
Er is ook een ander nummer uit 1959 met dezelfde naam van The Coasters. Het nummer van Coldplay is daar geen cover van maar betreft een nieuw geschreven nummer.